# Scherger Immigration Detention Centre

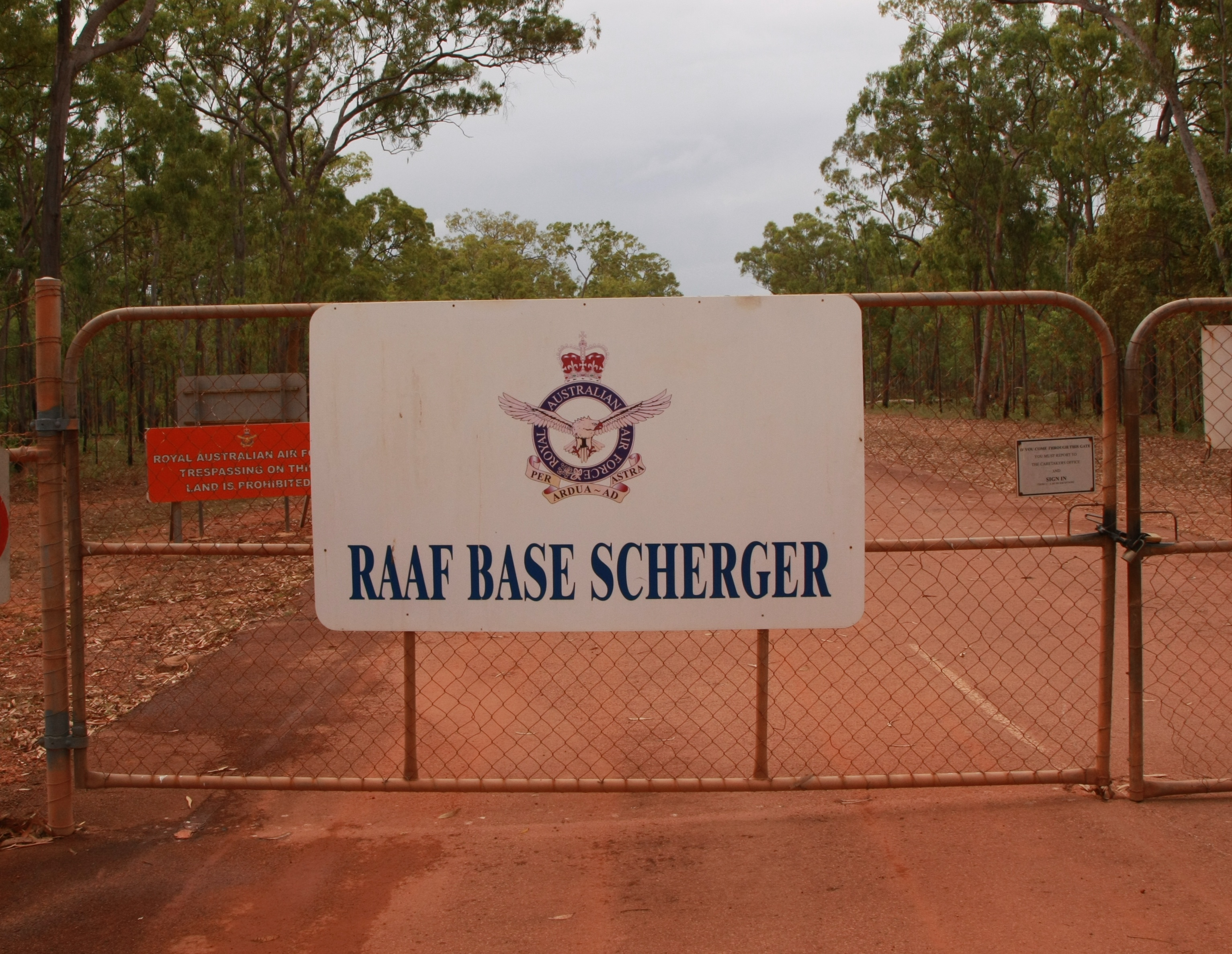
Scherger Militärbasis

Das Scherger Immigration Detention Centre (dt.: Scherger-Einwanderungshaftanstalt) 30 Kilometer südlich der Stadt Weipa und etwa 2500 Kilometer nördlich von Brisbane im australischen Bundesstaat Queensland war ein von Oktober 2010 bis Januar 2014 durch die britischen Sicherheitsfirma Serco betriebenes Internierungslager.

## Internierungslager
Im Januar 2010 kündigte der Minister für Immigration und Staatsbürgerschaft Chris Bowen die Errichtung des Lagers für Asylsuchende auf einem seit 1998 bestehenden Militärgelände mit Flughafen, 3000 m langer Landebahn und militärischer Infrastruktur an. Dieser Flughafen hat keine auf Dauer stationierten Kampfflugverbände und wird deshalb in Australien auch Ghost Base (dt.: Geisterbasis) genannt. Vor den Wahlen 2010 wurde die Scherger-Militärbasis, mit einem 12 Kilometer langen Zaun geschützt, was laut Militär nichts mit dem Internierungslager zu tun habe.
Es gibt zwei weitere derartige Militärbasen namens Curtin bei Derby und Learmonth bei Exmouth. Auf der Curtin-Militärbasis ist bis 2008 die Einwanderungshaftanstalt Curtin Immigration Reception and Processing Centre bekannt.

## Belegung
In das neue Lager sollten 300 Männer aus dem überfüllten Internierungslager Christmas Island Immigration Reception and Processing Centre gebracht werden, die dort in Einwanderungshaft einsaßen. Bowen gab im Januar 2010 an, dass das Lager lediglich zeitweise betrieben und im Juli 2010 erstmals belegt werde. Nach dieser Ankündigung wurde die Errichtung des Lagers vor den Wahlen im August 2010 mehrfach der Regierungsseite dementiert. Kurze Zeit nach den Wahlen erfolgte im Oktober 2010 dennoch die Belegung.
Es wurde von ärztlichen Missbrauchsfällen berichtet.
Am 31. Juli 2013 waren 345 männliche Asylsuchende im Scherger Internierungslager registriert.

## Schließung
Im Januar 2014 gab der Minister für Immigration und Grenzschutz Scott Morrison (Liberal Party of Australia), dass dieses samt dreier weiterer Internierungslager geschlossen werden. Es waren dies das Port Augusta Detention Center in South Australia, Leonora Immigration Detention Centre in Western Australia und das Pontville Immigration Detention Centre auf Tasmanien, das bereits seit September 2013 leer stand.

## Lagername
Der Lagernamen geht auf den australischen Luftwaffengeneral Sir Frederick Scherger zurück, der im Zweiten Weltkrieg zeitweise als Oberkommandierender der Australischen Luftstreitkräfte diente und sich nach dem Kriegsende zu einem entschiedenen Gegner der Nuklear-Bewaffnung Australiens entwickelte.